# Міцкевич Ганна Юріївна
Ганна Юріївна Міцкевич (до шлюбу — Льосік; 21 вересня 1857, село Миколаївщина, Мінська губернія, нині — Столбцовський район, Мінська область — 1929) — мати білоруського поета та романіста Якуба Коласа та сестра Язепа та Антона Льосіків.

## Життєпис
Народилася 21 вересня 1857 року в родині Юрія та Христини Льосіків. Була старшою донькою, тому часто доглядала за молодшими братами. Опанувала ткацтво.
У 1878 році вийшла заміж за Міхала Міцкевича, від якого народила 13 дітей, але четверо померли немовлятами.
Після смерті чоловіка переїхала з Альбути до Темної Ляди, куди призначили Влада Міцкевича, старшого її сина, лісником, потім у Миколаївщину, де Ганна та дядько Антон придбали колишню корчму, що згоріла в 1909 чи 1910 роках.
Останній переїзд Ганни Міцкевич був на хутір Смольня.
Померла у 1929 році. Похована на цвинтарі Теребяжі поруч із чоловіком.